# Първомай (община)
Вижте пояснителната страница за други значения на Първомай.
Община Първомай се намира в Южна България и е една от съставните общини на област Пловдив.

## География

### Географско положение, граници, големина
Общината е разположена в югоизточната част на област Пловдив. С площта си от 521,59 km2 заема 5-о място сред 18-те общините на областта, което съставлява 8,7% от територията на областта. Границите ѝ са следните:
- на запад и югозапад – община Асеновград;
- на северозапад – община Садово;
- на север – община Братя Даскалови, област Стара Загора;
- на североизток – община Чирпан, област Стара Загора;
- на изток – община Димитровград, област Хасково;
- на югоизток – община Минерални бани, област Хасково;
- на юг – община Черноочене, област Кърджали.

### Природни ресурси

#### Релеф
Релефът на общината е твърде разнообразен – от равнинен в северната част, през хълмист в централната, до ниско планински в южната и югоизточната. Територията ѝ попада в пределите на Горнотракийската низина, Хасковската хълмиста област и крайните северозападни части на Източните Родопи.
Северните райони на общината се заемат от южната част на Горнотракийската низина, а средните ѝ – от западните части на обширната Хасковска хълмиста област, като тук надморската височина варира от 200 m на север до 400 m на югозапад. Североизточно от село Караджалово, на границата с община Чирпан и община Димитровград, в коритото на река Марица се намира най-ниската точка на община Първомай – 114 m н.в.
В югоизточната част от територията на общината се простира рида Драгойна, крайно северозападно разклонение на Източните Родопи. Рида има форма на изпъкнала на северозапад дъга, като изцяло попада в пределите на общината. Той е ориентиран от югозапад на североизток с дължина 17 – 18 km между долините на реките Каялийка на запад и север и Банска река на юг. Югозападно от село Буково, на границата с община Черноочене се намира най-високата му точка връх Соуджик 839,7 m, която е и най-високата точка на община Първомай.

#### Води
Основна водна артерия на община Първомай е река Марица, която протича в северната ѝ част от запад на изток, на протежение от 23 km с част от средното си течение. На територията на общината в нея се вливат два по-големи притока: Омуровска (ляв), вливащ се в нея югоизточно от село Крушево и Мечка (десен), вливаща се североизточно от град Първомай. Омуровска протича през общината с най-долното си течение, а река Мечка – със средното и долното си течение покрай село Поройна и град Първомай.
Южните и югоизточните части на общината се отводняват от други две реки, които са също десни притоци на Марица, но се вливат в нея извън пределите ѝ. През селата Искра, Брягово, Драгойново и Езерово с горното и средното си течение протича река Каялийка (Скаличица, 39 km), а югоизточно от село Буково – най-горното течение на Банска река.
По реките Мечка, Каялийка и Банска и на някои от техните притоци са изградени множество микроязовири, водите на които се използват изключително за напояване на обширните земеделски земи в общината. По-големи от тях са: „Езерово“, „Брягово“ и „Искра“ на река Каялийка, трите големи язовира в землището на село Татарево – на ляв приток на река Мечка и др.
Ценен воден ресурс са термалните минерални извори в Драгойново. Край село Виница, на остров Попова ада в река Марица е единственото естествено находище на блатното кокиче в България.

### Населени места
Общината се състои от 17 населени места. Списък на населените места, подредени по азбучен ред, население и площ на землищата им:
| Населено място | Пребр. на населението през 2021 г. | Площ на землището (в км2) | Забележка (старо име)  | Населено място | Пребр. на населението през 2021 г. | Площ на землището (в км2) | Забележка (старо име)           |
| Брягово        | 409                                | 49,659                    | Кара алан              | Езерово        | 512                                | 26,318                    | Дипсиз гьол                     |
| Буково         | 326                                | 40,985                    | Лоч бунар, Пилашево    | Искра          | 1155                               | 63,929                    | Караджилар, Попово              |
| Бяла река      | 562                                | 22,568                    | Читак                  | Караджалово    | 929                                | 27,547                    |                                 |
| Виница         | 743                                | 14,763                    | Бадарлии               | Крушево        | 712                                | 15,088                    | Халът кьой                      |
| Воден          | 462                                | 11,135                    | Мусаджиклар            | Поройна        | 129                                | 5,970                     | Дерекьой                        |
| Градина        | 2021                               | 37,275                    | Чакърджии, Царско село | Православен    | 418                                | 13,920                    | Мюселим                         |
| Добри дол      | 78                                 | 6,209                     | Чифлика хаджи Стамо    | Първомай       | 11513                              | 75,485                    | Хаджи Елес, Борисовград         |
| Драгойново     | 274                                | 36,382                    | Козлук                 | Татарево       | 431                                | 28,742                    |                                 |
| Дълбок извор   | 1133                               | 45,615                    | Коз бунар              | ОБЩО           | 21807                              | 521,590                   | няма населени места без землища |

## Административно-териториални промени
- през 1884 г. – преименувано е с. Халът кьой на с. Крушево от населението без административен акт;
- през 1886 г. – заличени са селата Гьовенджиклии, Кушия (Кошу кьой) и Язла без административен акт поради изселване;
- през 1887 г. – заличено е с. Горно Дере кьой (Дере кьой горно) без административен акт поради изселване;
- Указ № 589/обн. 18.12.1889 г. – признава с. Хаджи Елес за гр. Хаджи Елес;
- Указ № 63/обн. 31 януари 1894 г. – преименува гр. Хаджи Елес на гр. Борисовград (Борисоград);
- МЗ № 462/обн. 21.12.1906 г. – преименува с. Кара алан на с. Брягово;

– преименува с. Читак на с. Бяла река;
– преименува с. Бадарлии на с. Виница;
– преименува с. Мусаджиклар на с. Воден;
– преименува с. Дервент (Ени махле) на с. Дебър;
– преименува с. Козлук на с. Драгойново;
– преименува с. Коз бунар на с. Дълбок извор;
– преименува с. Дипсиз гьол на с. Езерово;
– преименува с. Юртчии на с. Любеново;
– преименува с. Караджилар на с. Попово;
– преименува с. Дерекьой (Долно дере кьой) на с. Поройна;
– преименува с. Мюселим на с. Православен;
– преименува с. Чакърджии (Чикарджии) на с. Царско село;
- Указ № 162/обн. 08.04.1931 г. – преименува и признава н.м. Чифлика хаджи Стамо (от с. Крушево) за отделно населено място – с. Добри дол;
- МЗ № 9159/обн. 5 януари 1946 г. – преименува гр. Борисовград на гр. Първомай;
- Указ № 45/обн. 08.02.1950 г. – преименува с. Царско село на с. Градина;

– преименува с. Попово на с. Искра;
– преименува с. Буково (Лоч бунар) на с. Пилашево;
- Указ № 829/обн. 29.08.1969 г. – заличава селата Дебър и Любеново и ги присъединява като квартали на гр. Първомай;
- Указ № 98/обн. 17.04.1992 г. – възстановява старото име на с. Пилашево на с. Буково;
- Указ № 32/обн. 14.02.2000 г. – отделя с. Леново и неговото землище от община Първомай и го присъединява към община Асеновград;
- Указ № 14/обн. 30 януари 2001 г. – отделя с. Жълт камък и неговото землище от община Първомай и го присъединява към община Асеновград;

## Население

### Етнически състав
Преброяване на населението през 2011 г.
Численост и дял на етническите групи според преброяването на населението през 2011 г., по населени места (подредени по численост на населението):
| Населено място | Численост | Численост | Численост | Численост | Численост | Численост           | Численост     | Населено място | Дял (в %) | Дял (в %) | Дял (в %) | Дял (в %) | Дял (в %)           | Дял (в %)     |
| Населено място | Общо      | Българи   | Турци     | Цигани    | Други     | Не се самоопределят | Не отговорили | Населено място | Българи   | Турци     | Цигани    | Други     | Не се самоопределят | Не отговорили |
| Общо           | 25883     | 20552     | 2092      | 1526      | 28        | 114                 | 1571          | 100,00         | 79,40     | 8,08      | 5,89      | 0,10      | 0,44                | 6,06          |
| -------------- | --------- | --------- | --------- | --------- | --------- | ------------------- | ------------- | -------------- | --------- | --------- | --------- | --------- | ------------------- | ------------- |
| Първомай       | 13342     | 11801     | 209       | 657       | 13        | 61                  | 601           | Първомай       | 88,45     | 1,56      | 4,92      | 0,09      | 0,45                | 4,52          |
| Брягово        | 498       | 408       | 9         | 29        | 0         | 0                   | 52            | Брягово        | 81,92     | 1,80      | 5,82      | 0,00      | 0,00                | 10,44         |
| Буково         | 434       | 45        | 386       |           | 0         |                     | 1             | Буково         | 10,36     | 88,94     |           | 0,00      |                     | 0,23          |
| Бяла река      | 768       | 598       | 14        | 145       | 0         | 0                   | 11            | Бяла река      | 77,86     | 1,82      | 18,88     | 0,00      | 0,00                | 1,43          |
| Виница         | 761       | 440       | 0         | 100       | 0         | 8                   | 213           | Виница         | 57,81     | 0,00      | 13,14     | 0,00      | 1,05                | 27,98         |
| Воден          | 615       | 3         | 568       | 0         |           |                     | 42            | Воден          | 0,48      | 92,35     | 0,00      |           |                     | 6,82          |
| Градина        | 2411      | 1997      |           | 154       |           | 7                   | 250           | Градина        | 82,82     |           | 6,38      |           | 0,29                | 10,36         |
| Добри дол      | 114       | 81        | 9         |           |           | 0                   | 23            | Добри дол      | 71,05     | 7,89      |           |           | 0,00                | 20,17         |
| Драгойново     | 359       | 352       | 0         | 0         | 0         | 0                   | 7             | Драгойново     | 98,05     | 0,00      | 0,00      | 0,00      | 0,00                | 1,94          |
| Дълбок извор   | 1442      | 1185      |           | 125       |           | 8                   | 116           | Дълбок извор   | 82,17     |           | 8,66      |           | 0,55                | 8,04          |
| Езерово        | 726       | 290       | 304       | 20        |           |                     | 108           | Езерово        | 39,94     | 41,87     | 2,75      |           |                     | 14,87         |
| Искра          | 1438      | 1178      | 229       | 9         | 6         | 3                   | 13            | Искра          | 81,91     | 15,92     | 0,62      | 0,41      | 0,20                | 2,08          |
| Караджалово    | 1075      | 829       | 11        | 215       |           |                     | 12            | Караджалово    | 77,11     | 1,02      | 20,00     |           |                     | 1,11          |
| Крушево        | 814       | 587       | 67        | 28        |           |                     | 115           | Крушево        | 72,11     | 8,23      | 3,31      |           |                     | 14,12         |
| Поройна        | 136       | 100       | 3         | 29        |           |                     | 3             | Поройна        | 73,52     | 2,20      | 21,32     |           |                     | 2,20          |
| Православен    | 431       | 146       | 275       | 6         | 0         | 0                   | 4             | Православен    | 33,87     | 63,80     | 1,39      | 0,00      | 0,00                | 0,92          |
| Татарево       | 519       | 512       | 0         | 7         | 0         | 0                   | 0             | Татарево       | 98,65     | 0,00      | 1,34      | 0,00      | 0,00                | 0,00          |

### Вероизповедания
Численост и дял на населението по вероизповедание според преброяването на населението през 2011 г.:
|                     | Численост | Дял (в %) |
| Общо                | 25 883    | 100,00    |
| Православие         | 18 322    | 70,78     |
| Католицизъм         | 57        | 0,22      |
| Протестантство      | 238       | 0,91      |
| Ислям               | 1606      | 6,20      |
| Друго               | 8         | 0,03      |
| Нямат               | 359       | 1,38      |
| Не се самоопределят | 898       | 3,46      |
| Непоказано          | 4395      | 16,98     |

## Политика

### Общински съвет
Състав на общинския съвет, избиран на местните избори през годините:
| Партия, коалиция или инициативен комитет                                                                                                 | 2003 | 2007    | 2011    | 2015    | 2019    |
| Избирателна активност по време на изборите                                                                                               |      | 63,20 % | 62,68 % | 59,26 % | 54,70 % |
| Общ брой места | 29   | 29      | 21      | 21      | 21      |
| --- | ---- | ------- | ------- | ------- | ------- |
| БСП за България |      |         |         |         | 6       |
| ГЕРБ |      | 5       | 4       | 7       | 5       |
| Съюз на демократичните сили | 4    |         |         |         | 3       |
| Социалдемократическа партия |      |         |         | 3       | 3       |
| Движение за права и свободи | 1    | 2       | 1       | 2       | 2       |
| Земеделски съюз „Александър Стамболийски“                                                                                                |      |         |         | 2       | 2       |
| Коалиция „Възраждане“ |      |         |         | 2       |         |
| Коалиция „Заедно за Първомайско“ (Земеделски народен съюз, Обединена социалдемокрация)                                                   |      |         | 6       |         |         |
| Коалиция „Промяна с Митко Хубинов“ (Земеделски съюз „Александър Стамболийски“, Съюз на демократичните сили, ВМРО – НИЕ)                  |      |         | 4       |         |         |
| Българска социалистическа партия |      |         | 3       | 5       |         |
| Ред, законност и справедливост |      |         | 2       |         |         |
| Коалиция „Демократична алтернатива за Първомай“ (Национално движение за стабилност и възход, Демократи за силна България)                |      |         | 1       |         |         |
| Коалиция „Заедно за Първомайско“ (Земеделски народен съюз, Съюз на свободните демократи)                                                 |      | 10      |         |         |         |
| Коалиция „БСП и Земеделски съюз „Александър Стамболийски““ (Българска социалистическа партия, Земеделски съюз „Александър Стамболийски“) |      | 5       |         |         |         |
| Коалиция „Демократичен алианс за Първомай“ (Български земеделски народен съюз, Демократи за силна България)                              |      | 2       |         |         |         |
| Коалиция „Първомай – Нашият Дом“ (Национално движение „Симеон Втори“, Новото време)                                                      |      | 2       |         |         |         |
| Коалиция „Съюз на демократичните сили – Ред, законност и справедливост“ (Съюз на демократичните сили, Ред, законност и справедливост)    |      | 1       |         |         |         |
| Атака |      | 1       |         |         |         |
| ВМРО – Българско национално движение |      | 1       |         |         |         |
| Коалиция „БСП, БЗС „Александър Стамболийски – 1899“, Политическо движение „Социалдемократи““                                             | 11   |         |         |         |         |
| Коалиция „Обединение за Първомайско“ | 10   |         |         |         |         |
| Коалиция „Коалиция за Първомай“ | 2    |         |         |         |         |
| Рома | 1    |         |         |         |         |

### Награди за Община Първомай
- Победител в категория „Спорт и младежки политики“, раздел „средни общини“, в онлайн конкурса „Кмет на годината, 2017“. Приз за кмета Ангел Папазов за спортни площадки и зали за насърчаване и развитието на любителския и професионалния спорт.

## Транспорт
През територията на общината, в северната ѝ част, от запад на изток преминава участък от 20,7 km трасето на жп линията София – Пловдив – Свиленград.
През общината преминават частично 4 пътя от Републиканската пътна мрежа на България с обща дължина 56,5 km:
- участък от 7,7 km от автомагистрала Марица (от km 1,8 до km 9,5;
- участък от 17,9 km от Републикански път I-8 (от km 257,6 до km 275,5);
- участък от 23 km от Републикански път III-667 (от km 1,9 до km 24,9);
- последният участък от 7,9 km от Републикански път III-5802 (от km 12,1 до km 20,0).

## Топографска карта
- Лист от карта K-35-63. Мащаб: 1 : 100 000.
- Лист от карта K-35-75. Мащаб: 1 : 100 000.